# Arrondissement Bastia
Bastia is een arrondissement van het Franse departement Haute-Corse, dat behoort tot de collectivité territoriale de Corse. De onderprefectuur is Bastia.

## Kantons
Het arrondissement was tot 2014 samengesteld uit de volgende kantons:
- Kanton Bastia-1
- Kanton Bastia-2
- Kanton Bastia-3
- Kanton Bastia-4
- Kanton Bastia-5
- Kanton Bastia-6
- Kanton Borgo
- Kanton Capobianco
- Kanton Sagro-di-Santa-Giulia
- Kanton San-Martino-di-Lota

Na de herindeling van de kantons door het decreet van 26 februari 2014, met uitwerking op 22 maart 2015, zijn dat:
- Kanton Bastia-1
- Kanton Bastia-2
- Kanton Bastia-3
- Kanton Bastia-4
- Kanton Biguglia-Nebbio (deel: 1/14)
- Kanton Borgo
- Kanton Cap Corse (deel: 20/22)